# Лав Фока Старији
Лав Фока Старији (грчки: Λέων Φωκᾶς; умро после 919.) је био византијски генерал са титулом доместика схоле.

## Биографија
Лав је био син Нићифора Фоке Старијег, истакнутог византијског генерала из Јужне Италије. Припадао је истакнутој аристократској породици Фока. Његов брат, Варда, такође је био истакнути генерал, као и његови синови, Нићифор и Лав. Нићифор је од 963. до 969. године био византијски цар. Мало се зна о Лавовим раним годинама. Постао је доместик схола након што се цар Лав Мудри (886-912) оженио његовом рођаком, сестром Константина Варвароса. Иако лично храбар, Лав не постиже велике успехе против Арабљана на истоку. Стивен Рансиман приписује Лавов успон у хијерархији његовом аристократском пореклу, а не личним особинама.
Лав је поново забележен као доместик схола током регентства царице Зоје (913-919). Носио је и титулу магистра. Лав је 917. године стављен на чело византијске војске која је требало да се супротстави Бугарима под Симеоном. План је подразумевао двоструки напад, један са југа од стране војске којом је командовао Лав Фока, и један са севера од стране Печенега који је требало да преведу преко Дунава византијске војнике под Романом Лакапином. Лакапин се, међутим, посвађао са вођом Печенега. Битка између Византинаца и Бугара вођена је код места Анхијала августа 917. године. Царска војска под Лавом Фоком готово у потпуности је уништена. Сам Лав једва се спасао. Покушао је да се са сакупљеним трупама поново супротстави Симеону који се упутио ка самом Цариграду, али је поново поражен код Катасиртаија.
Порази код Анхијала и Катасиртаија ослабили су положај Зоје, а кружиле су приче да Лав и његов шурак Варварос припремају заверу против младог Константина Порфирогенита (913-959). Међутим, снажан фактор у престоници био је Роман Лакапин, и поред пораза од Бугара. Константин Варварос је покушао да распусти византијску флоту, али га је Лакапин ухапсио када је дошао да нагледа исплату зарада. Зоја губи власт, а на наговор Теодоре, Романове жене, млади цар Константин именовао је Николу Мистика за регента. Мистик је отпустио Лава Фоку и заменио га Јованом Гаридом. Лакапин је убрзо збацио Зоју и постао најпре савладар, а потом и први по рангу цар.
Лав је био у непријатељству са новим царем. Његове трупе почеле су да прелазе Лакапину. Константин Порфирогенит је писмом осудио Лавову побуну и признао Романа за савладара и заштитника. Лав је на крају ухапшен и ослепљен у Битинији. Проведен је улицама Цариграда на магарцу. Његова судбина после 919. године није позната.